# La Purga (série télévisée)
 (décembre 2014).
Pour les articles homonymes, voir Purga (homonymie).
La Purga est une série télévisée argentine en treize épisodes de 22 minutes produite par Garabato Animaciones et Prisma Cine, et diffusée du 12 octobre au 27 décembre 2011 sur la chaîne Canal 10 Córdoba.
La série a été tournée en 2011 dans la ville de Córdoba.
Cette série est inédite dans tous les pays francophones.

## Synopsis
Agustín (Francisco Cataldi), ancien médecin, est alcoolique depuis la mort de sa femme. À la suite d'une bagarre dans un bar, il va faire la connaissance de Pablo. Ce dernier va l'emmener chez lui au cœur de "La Purga", l'un des quartiers les plus pauvres et les plus dangereux de la ville de Córdoba. C'est là qu'Agustín va commencer son chemin vers la rédemption et la vengeance.

## Distribution
- Pablo Tolosa : Pablo
- Francisco Cataldi : Agustín
- Julieta Daga : Cintia
- Ricardo Bertone : Rodríguez
- Hernán Sevilla : Gordo
- Alvin Astorga : Raúl
- Maximiliano Gallo : Pulpo
- Sabrina Ramos : Clara
- Emanuel Tete Muñoz : Gato
- Atilio Ordoñez : Facundo
- Norberto Beto Bernuez : Chapa
- Paul Mauch : Pulga
- Francisco Colja : Luis
- Horacio López Orellano : Héctor
- Juan De Battisti : Lerdo
- Carlos Marletta : Papila
- Pablo Zaballa : Sopa
- Guillermo Vanadía : Chavo